# Achter het Vleeshuis
Achter het Vleeshuis is een straat in het centrum van Maastricht. De straat is onderdeel van een secundaire looproute tussen de Sint Servaasbrug en het Vrijthof. Achter het Vleeshuis is een winkelstraat en ligt midden in het voetgangersgebied van Maastricht.

## Geschiedenis
Achter het Vleeshuis (met Sint Amorsplein en Platielstraat) hoorde waarschijnlijk niet tot de Romeinse nederzetting Maastricht. De parallel aan de straat lopende Grote Staat was onderdeel van de Romeinse hoofdweg, thans aangeduid als Via Belgica. Archeologische opgravingen hebben aangetoond dat langs deze weg gebouwen van hout en leem lagen op langgerekte percelen, die wellicht doorliepen tot Achter het Vleeshuis. Bij de uitbreiding van Vroom & Dreesmann in 1971 zijn hier op een diepte van 5 à 6 meter onder het straatniveau vondsten uit de 1e eeuw na Christus gedaan.

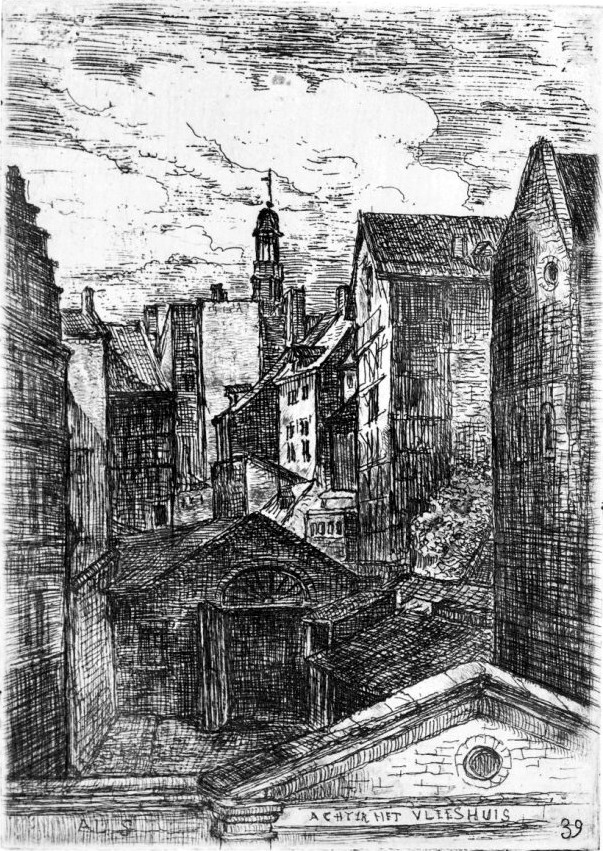
Het vleeshuis (A. Schaepkens, 19e eeuw)

Tot in de 15e eeuw werd de straat Achter het Vleeshuis aangeduid als Steenstraat (of Steynwech). Door de aanwezigheid van het Vleeshuis (ook Vleeshal genoemd), voor het eerst genoemd in 1333, kreeg de straat haar huidige naam. Deze langgerekte markthal strekte zich uit tussen de Grote Staat en Achter het Vleeshuis. Hier had elke slager ('vleeshouwer') zijn eigen standplaats ('bank'). Van de 70 banken waren er 45 gereserveerd voor leden van het Maastrichtse slagersambacht, maximaal twee per slager. In 1765 brachten de banken jaarlijks 2100 gulden aan huur op. Wellicht leek het interieur van de Maastrichtse vleeshal op dat van het Groot Vleeshuis in Gent. In de 19e eeuw deed het gebouw nog enige tijd dienst als onderkomen voor de brandweer. De voorgevel aan de Grote Staat - met daarin een vergulde ossenkop - stortte in 1856 in. Restanten van de vleeshal waren nog tot 1917 zichtbaar.
Na de Franse tijd veranderde het karakter van de centrumstraten geleidelijk, ook van Achter het Vleeshuis. Door de afschaffing van de gilden verloor het Vleeshuis zijn functie. In de loop van de 19e eeuw vertrokken steeds meer kleine bedrijven en handwerkslieden (zoals timmerlieden, smeden, kleermakers en schoenmakers). Ervoor in de plaats kwamen winkels, vanaf begin 20e eeuw ook filialen van grootwinkelbedrijven. In 1908 opende het van oorsprong Luikse warenhuis Grand Bazar een vestiging aan de Kleine Staat. Al snel breidde het pand uit naar Achter het Vleeshuis. Ook Vroom & Dreesmann, met een hoofdvestiging aan de Grote Staat 5, bezat enkele panden aan Achter het Vleeshuis. In 1970 werd de Nederlandse tak van Grand Bazar overgenomen door V&D, dat de bestaande panden sloopte en er een uitbreiding van het bestaande warenhuis realiseerde, wat daarna de grootste V&D van Zuid-Nederland was. In 2003 werden beide bouwdelen weer gescheiden; in het pand aan Achter het Vleeshuis is sindsdien een deel van De Bijenkorf gevestigd.
De laatste jaren hebben vrijwel alle lokale winkels plaats gemaakt voor winkelketens en franchise-ondernemingen. Enkele bekende, verdwenen zaken zijn: Grand Bazar (warenhuis), V&D (warenhuis), V&D fietsenstalling, Electro-Home (elektra), Foto Prick (fotozaak), Elegance en Michelle (damesmode), Machiels (zuivelwinkel), Mabro (broodwinkel), Krekelberg (bakkerijgrondstoffen), Up Quelle, Petit Paris Bar en De Blokhut (cafés), en DJ Inn en King Dancing (discotheken).
Midden jaren zeventig werd de straat voetgangersgebied. Begin 21e eeuw is het gehele kernwinkelgebied van Maastricht gerenoveerd, waarbij ook de bestrating, het straatmeubilair en de straatverlichting in Achter het Vleeshuis zijn vernieuwd.
Historische afbeeldingen Achter het Vleeshuis (midden 20e eeuw)

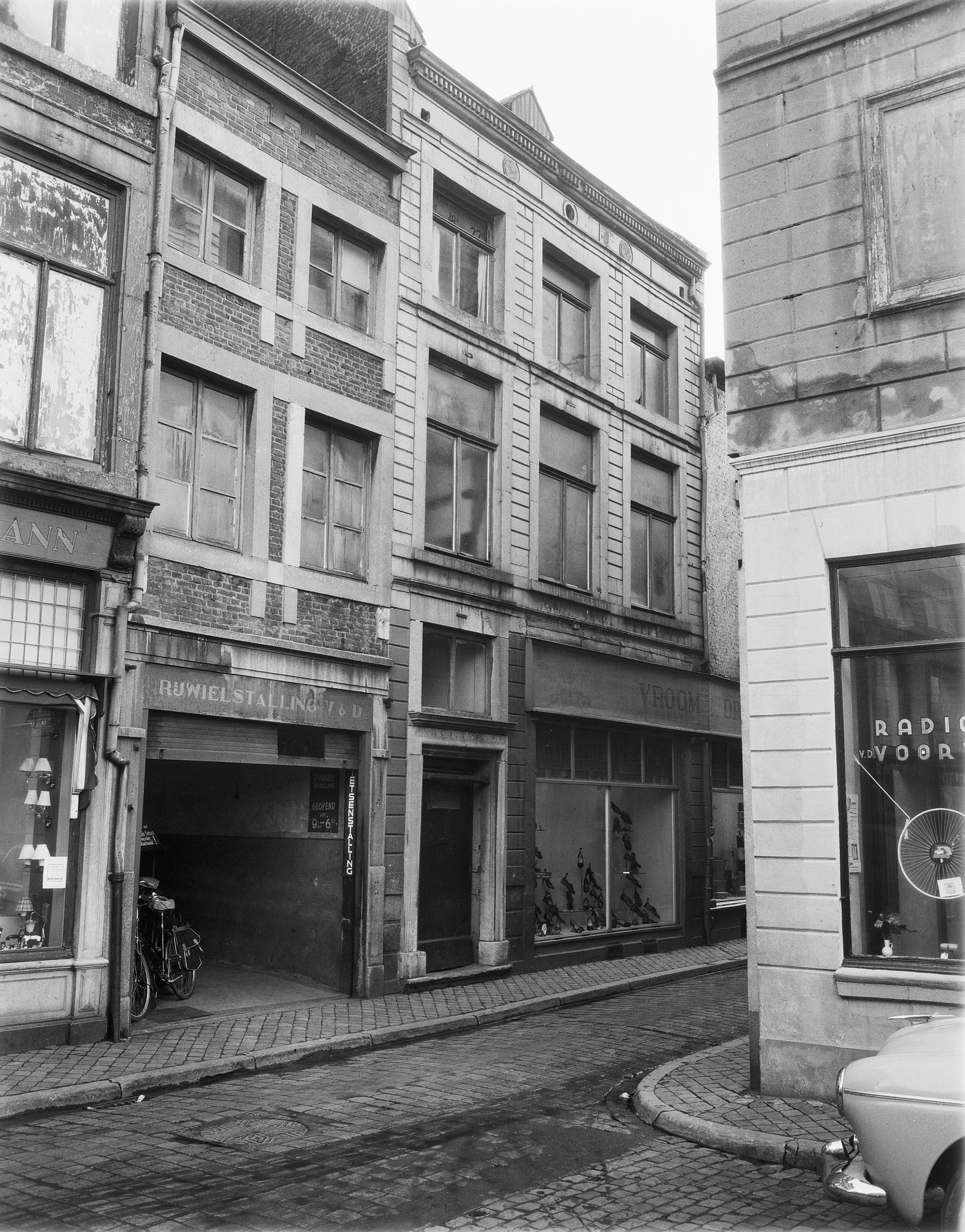
Hoek Minckeleersstraat, 1956
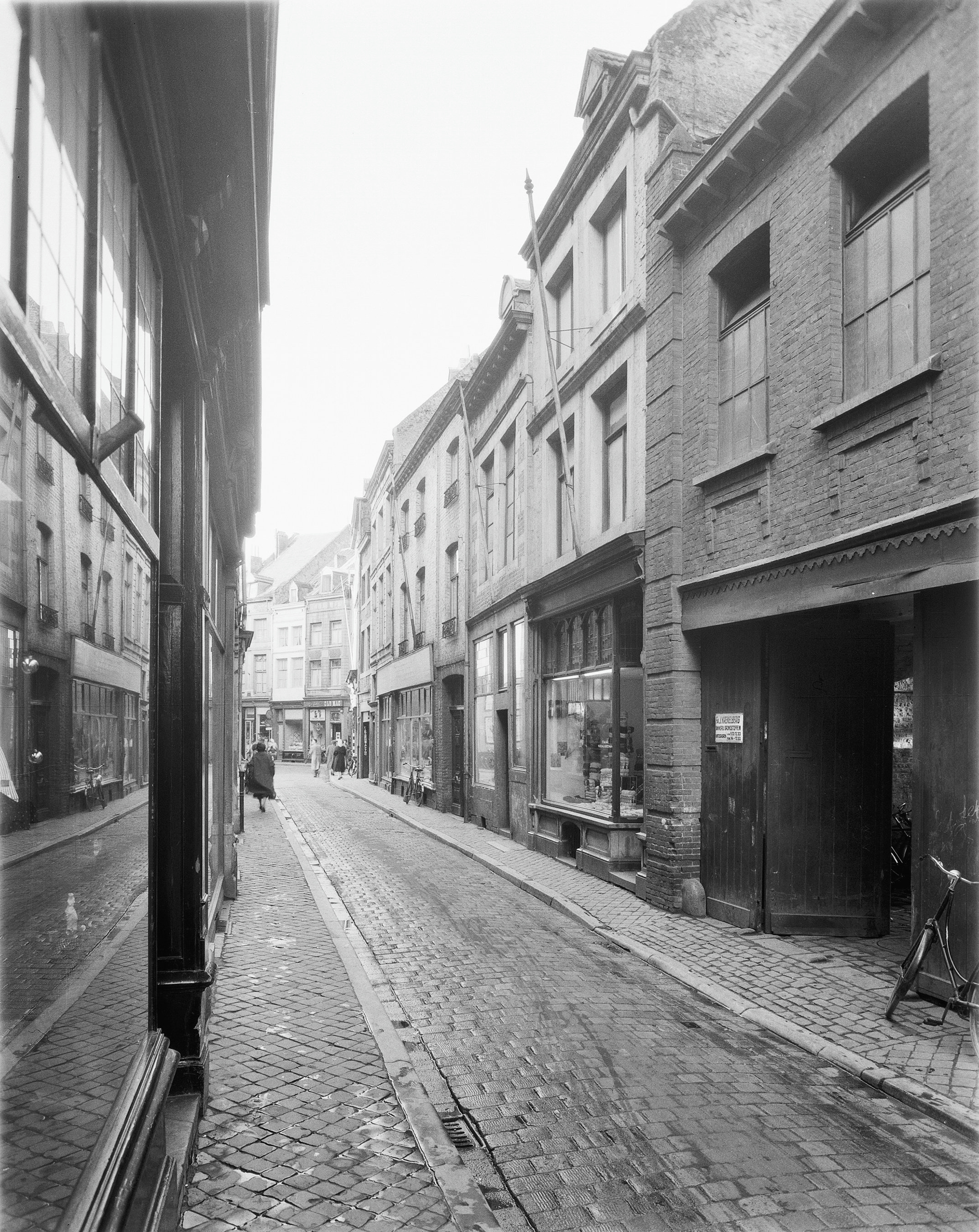
Straatbeeld, 1958
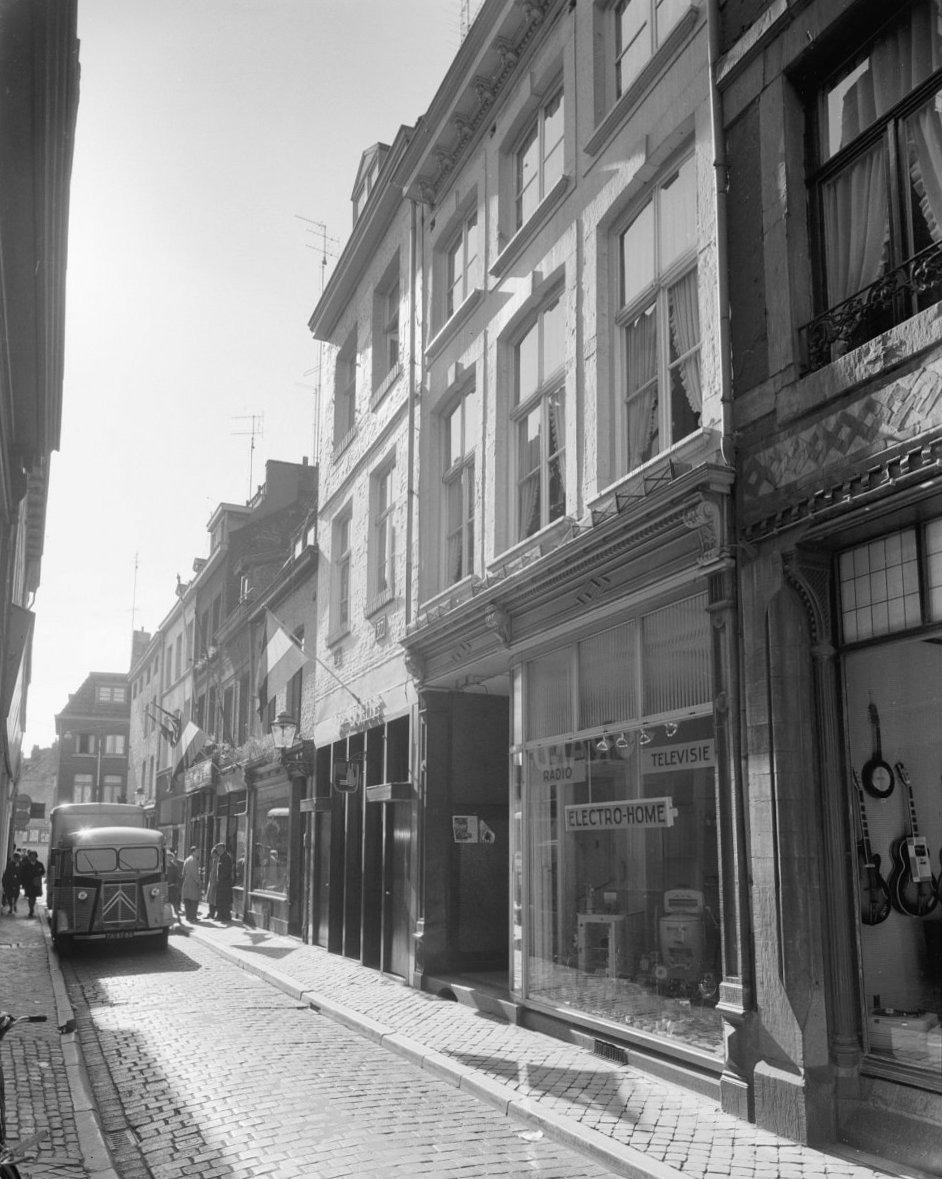
Zuidzijde straat, 1962
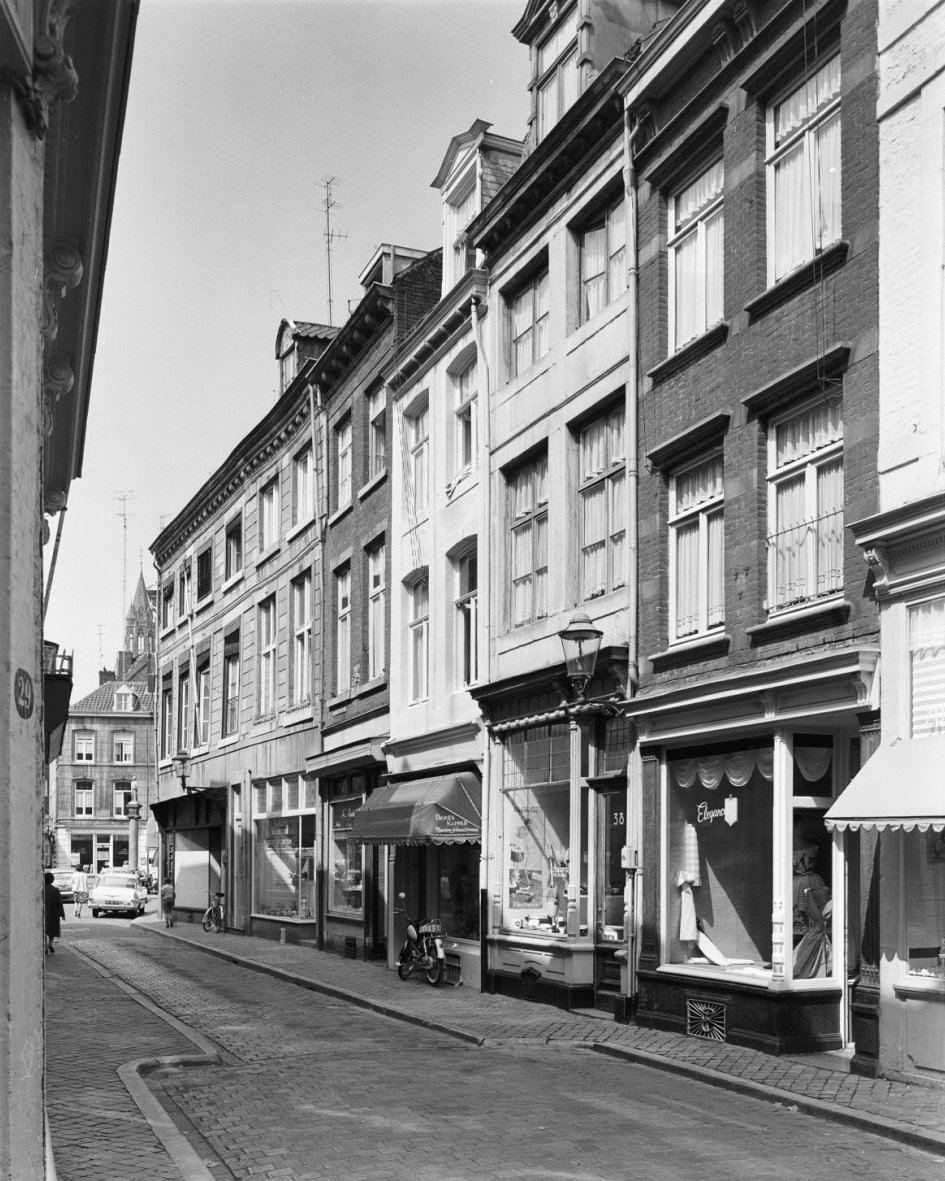
Noordzijde straat, 1962

Transformatie noordelijke straatwand door warenhuizen

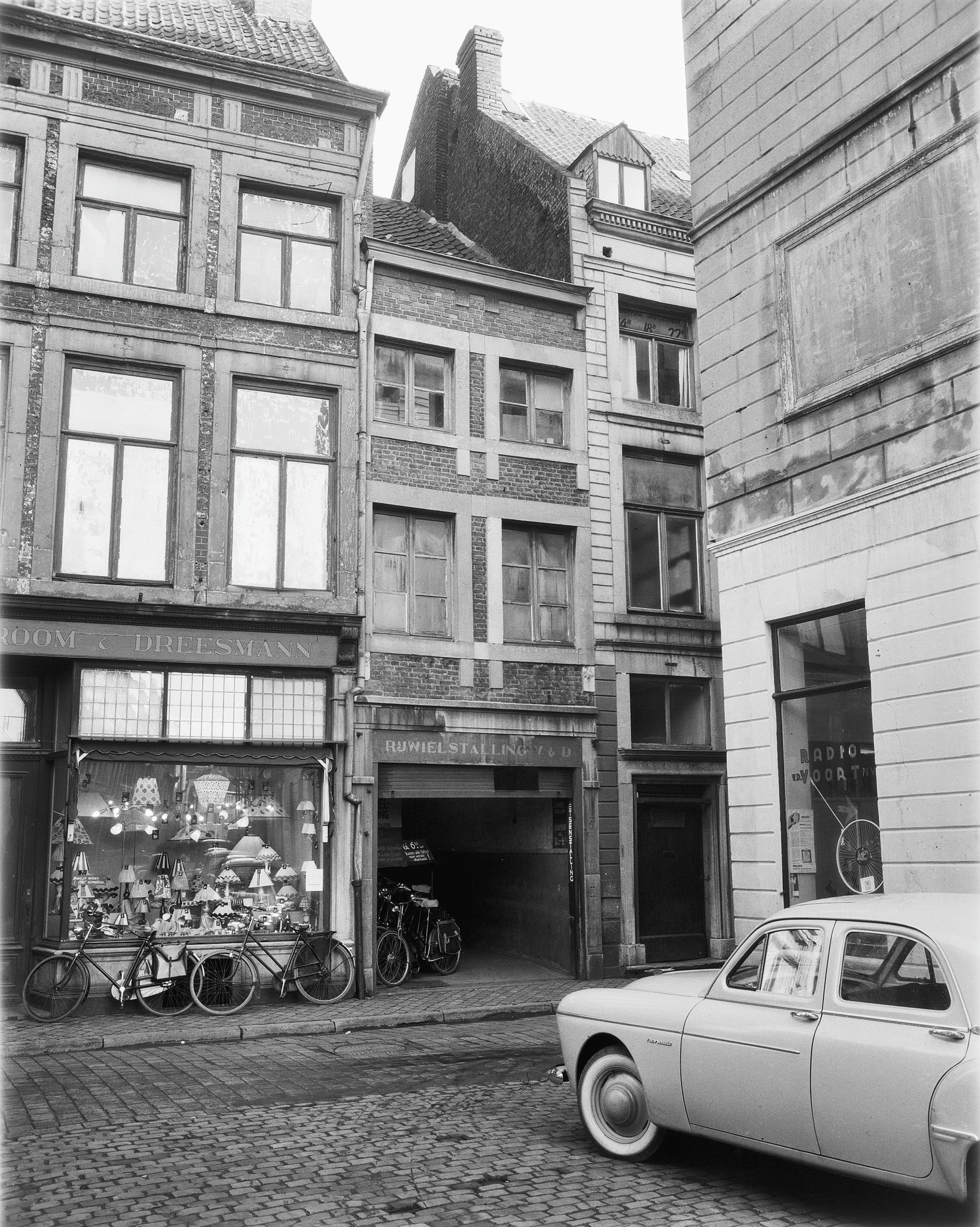
V&D, 1956
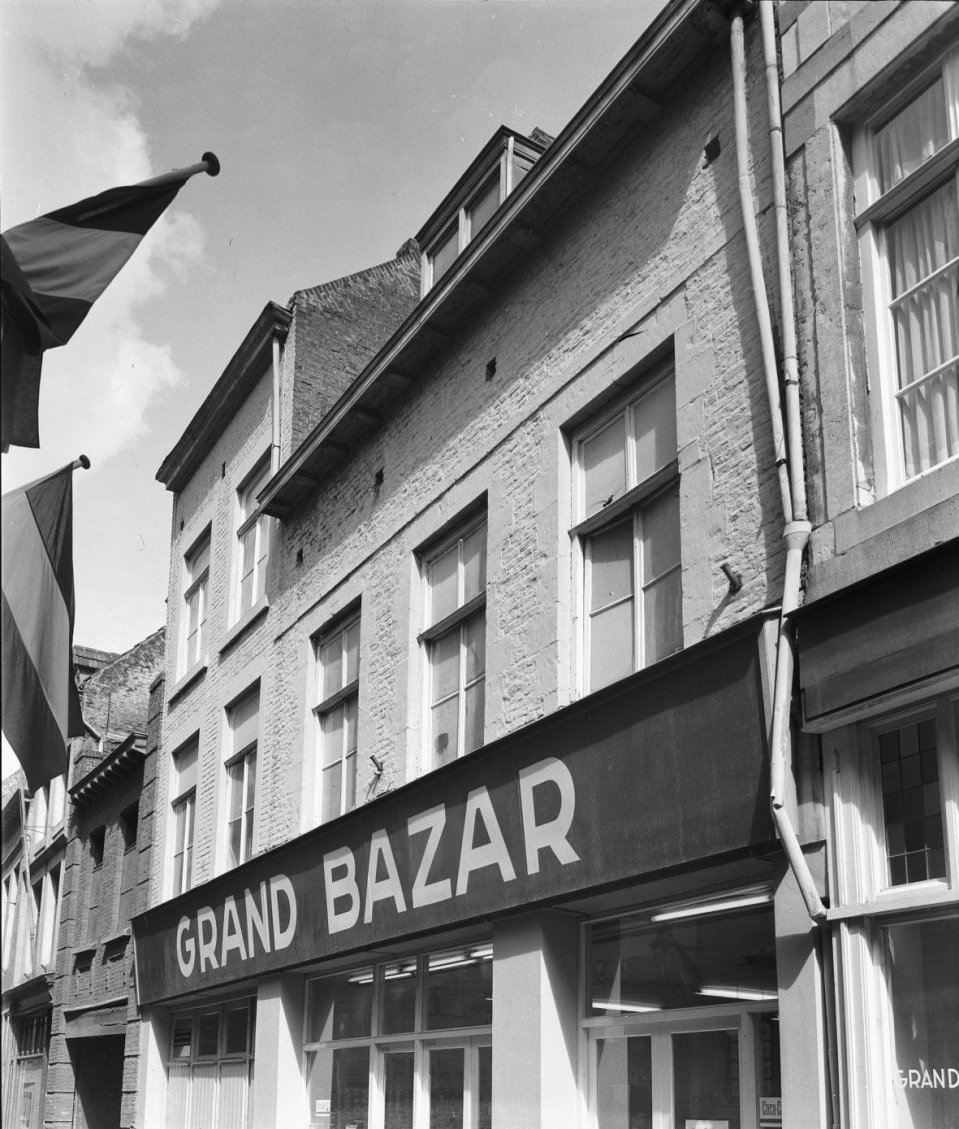
Grand bazar, 1962
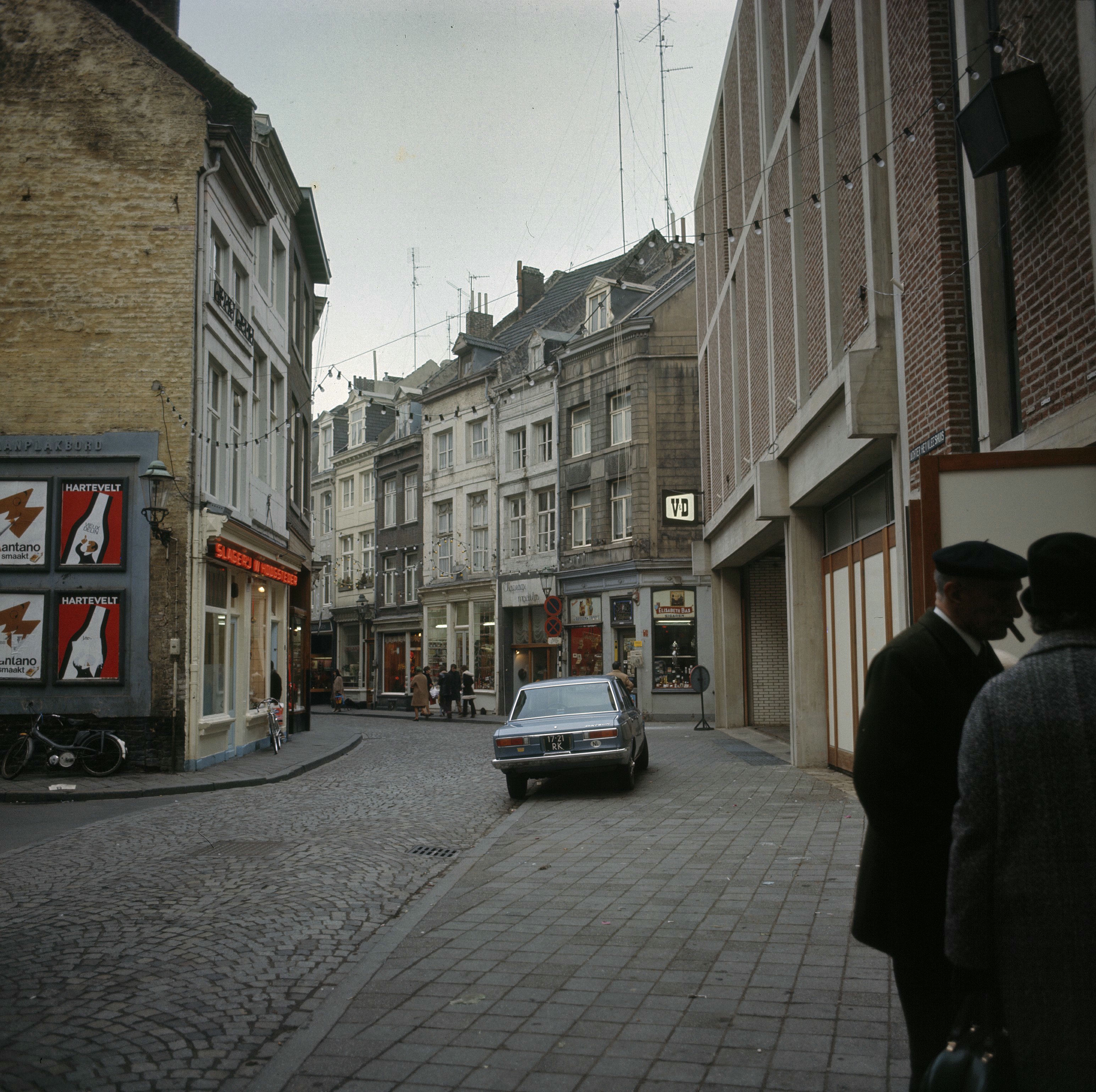
V&D (rechts), ca 1972
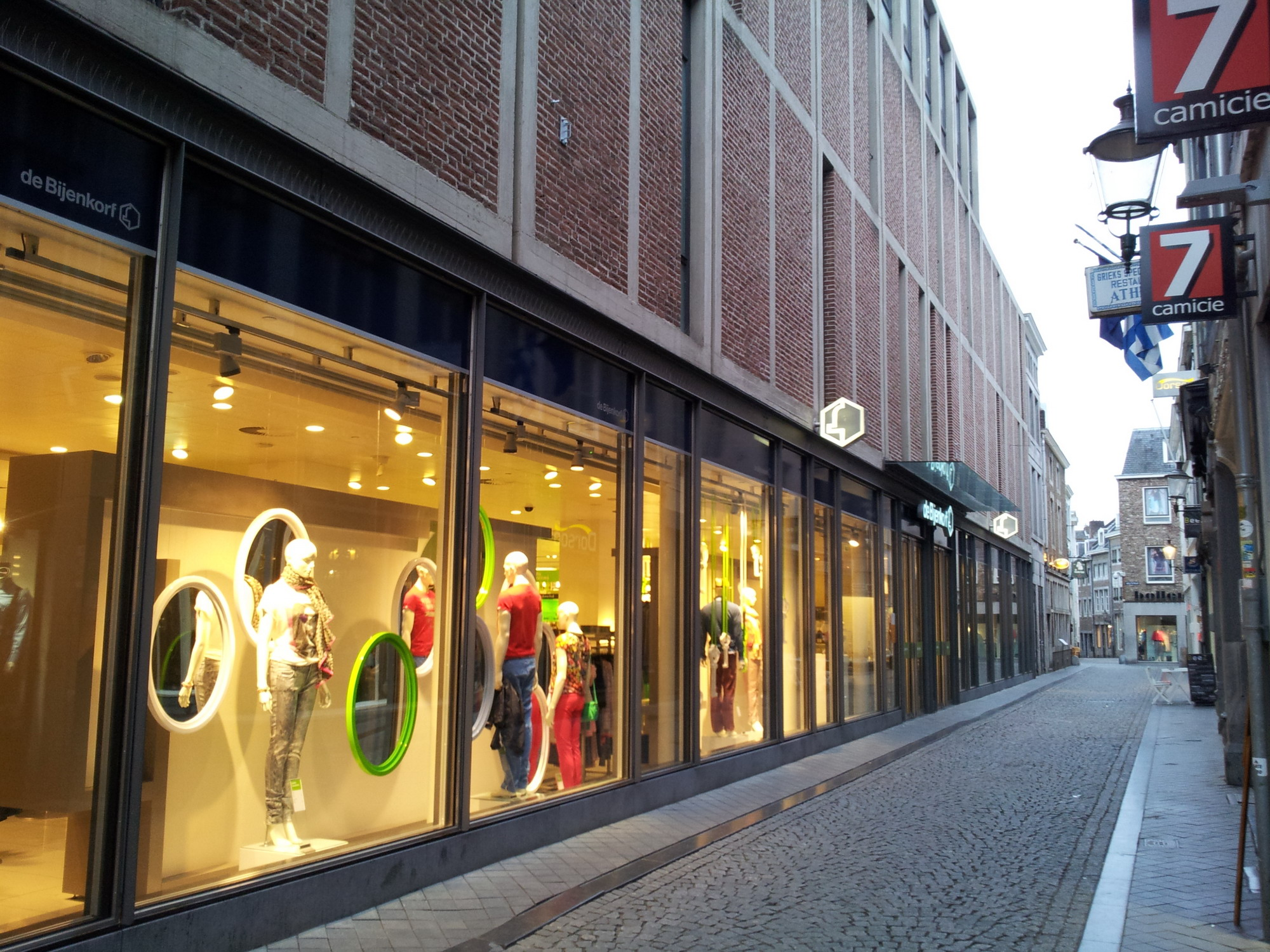
Bijenkorf, 2013

## Bezienswaardigheden

### Rijksmonumenten, gevelstenen
Achter het Vleeshuis ligt binnen het beschermd stadsgezicht van Maastricht. In de straat liggen 23 rijksmonumenten. De meeste panden, ook de rijksmonumenten, hebben gemoderniseerde winkelpuien. Daarboven zijn 17e-, 18e- en 19e-eeuwse gevels te herkennen, vaak met vensteromlijstingen van blauwe hardsteen. Het hoekpand Kersenmarkt-Achter het Vleeshuis heeft een lijstgevel en segmentboogvensters met vensteromlijstingen van hardsteen. In de onderpuien aan beide straatwanden zijn de hardstenen kruiskozijnen nog aanwezig. Achter het Vleeshuis 15-17 heeft een geheel natuurstenen, 18e-eeuwse gevel met horizontale reliëfbanden. Ernaast (op nr. 19) bevindt zich een hoge, smalle lijstgevel, versierd met gepleisterde natuursteenimitaties en frontons boven de vensters. De laat-18e-eeuwse lijstgevel van nr. 37 is van Naamse steen, met gekoppelde vensters, reliëfbanden en paneelvullingen met orillons (rechthoekige medaillons met oorvormige uiteinden).

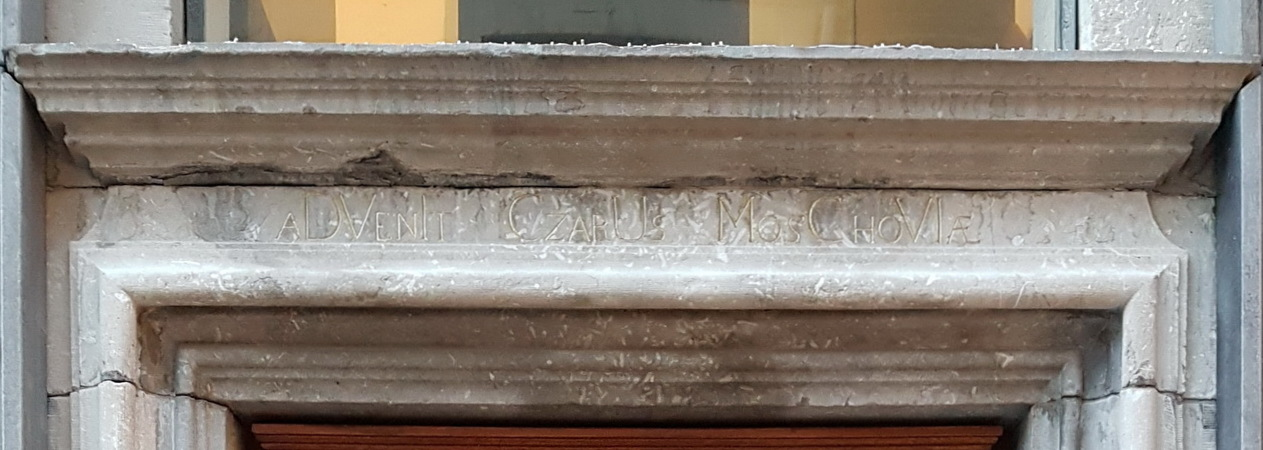
Bovendorpel met chronogram

In de straat zijn een vijftal historische gevelstenen bewaard gebleven (nrs. 5, 21, 34, 36 en 42), waarvan de engel op nr. 42 uit 1667 de oudste is. Op de bovendorpel van nr. 20 is een chronogram ingebeiteld dat het bezoek van tsaar Peter de Grote aan Maastricht gedenkt. De gedenksteen is afkomstig van een gesloopt pand in de Bokstraat, waar de Russische tsaar in juli 1717 logeerde.

### Overige architectuur
De 'tektonische' gevel van de Bijenkorf in pseudo-Maaslandse stijl is het resultaat van nieuwbouw van architect Gerard Snelder uit het begin van de jaren zeventig (voor V&D destijds), voorzien van een nieuwe winkelpui van architect Kees Rijnboutt uit 2003.

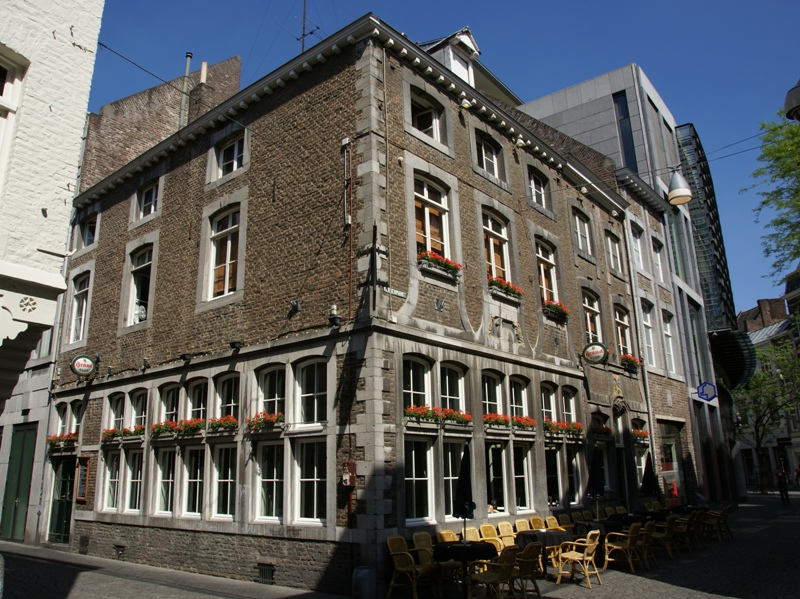
Hoek Kersenmarkt
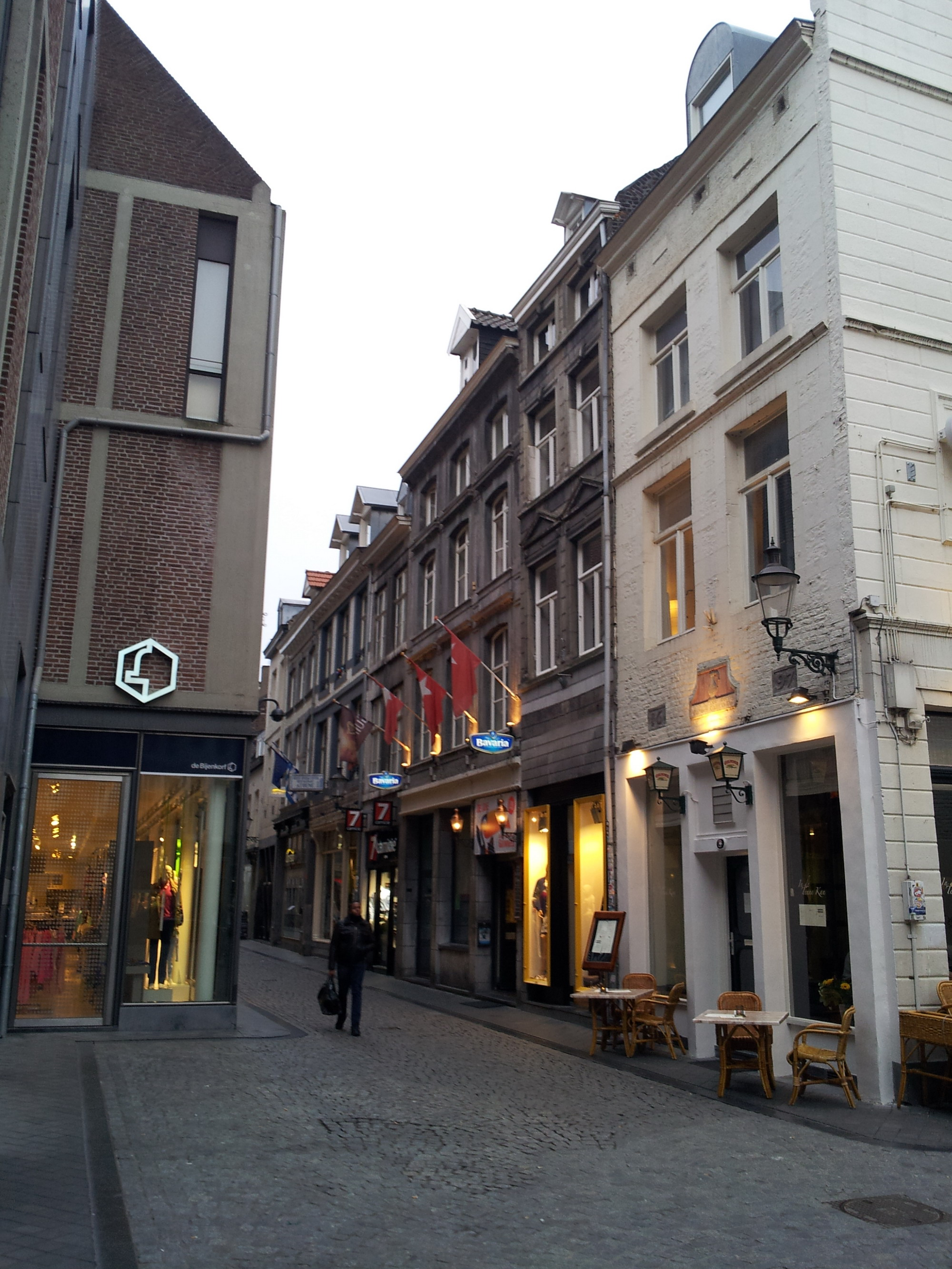
Monumentrijk deel straat
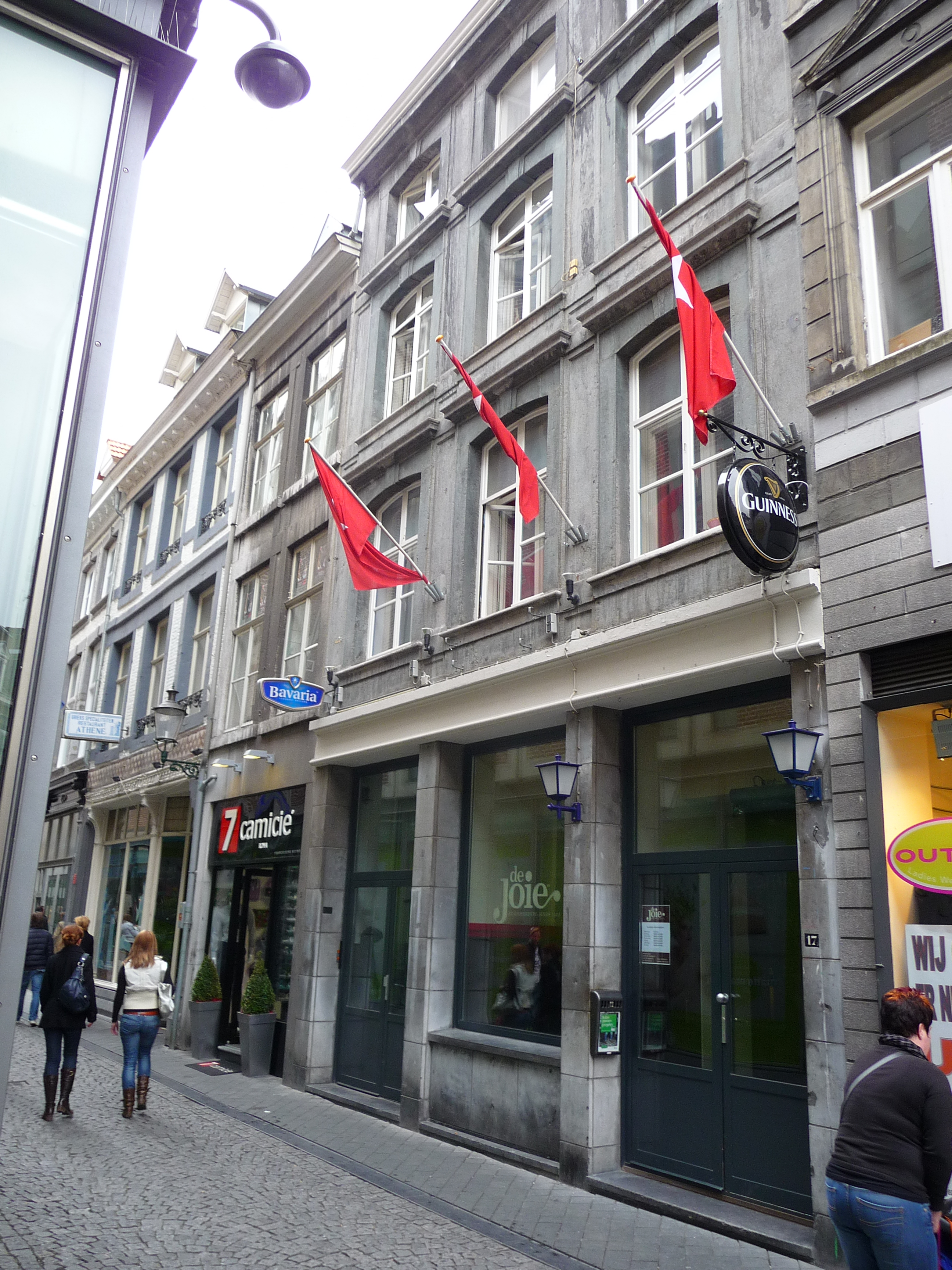
Nrs. 15-17
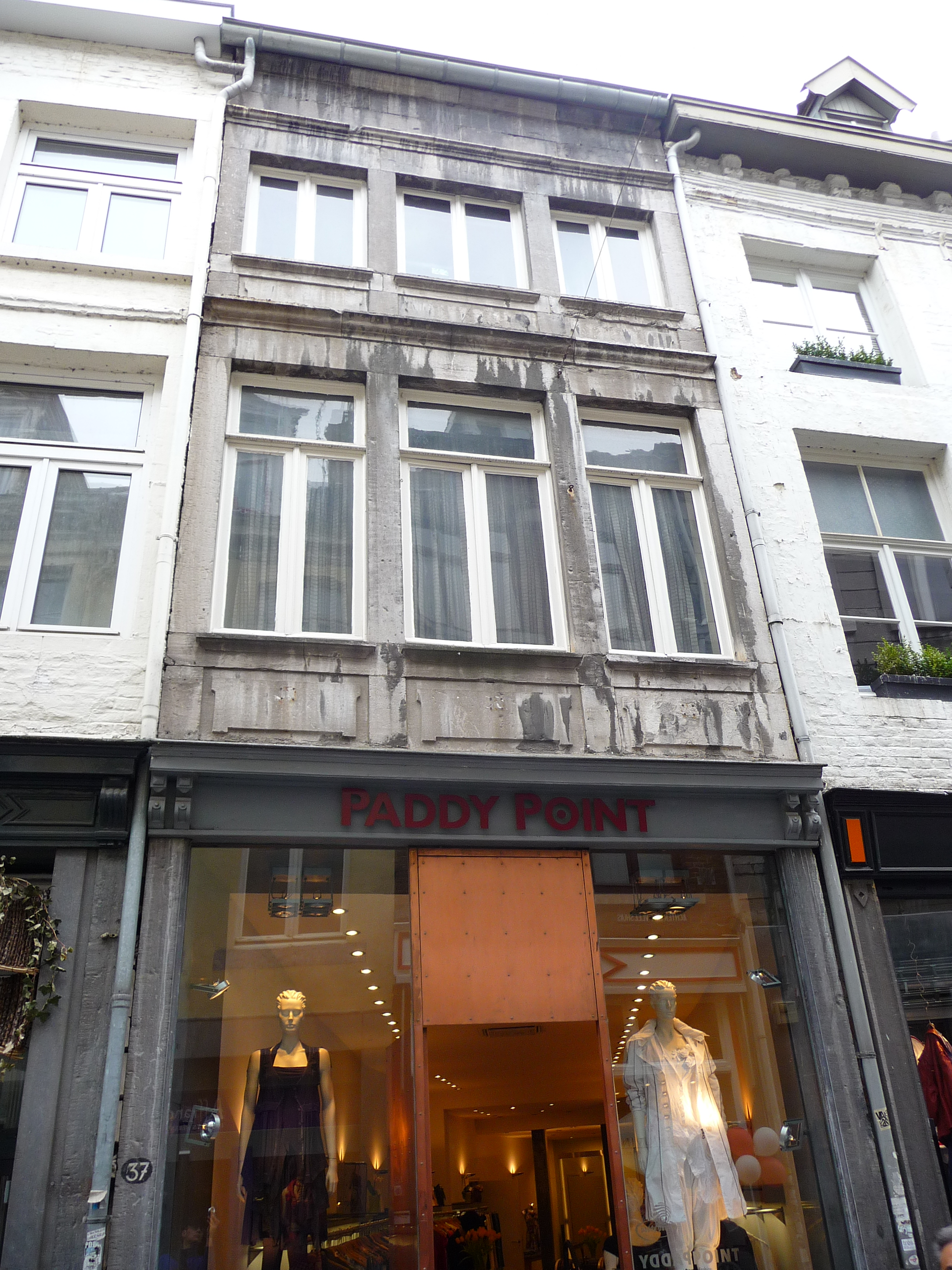
Nr. 37

## Trivia
- Van 1917 tot 1926 was in het pand Achter het Vleeshuis 10A (de achteruitgang van het voormalige Vleeshuis) de gemeentelijke telefoondienst gevestigd. In 1926 werd de dienst overgenomen door de PTT.
- Achter het Vleeshuis en het aangrenzende Sint Amorsplein en de Platielstraat waren tussen 1959 en 1970 de locatie van het buurtfeest Petit Paris, een straatfeest in Franse stijl rond de 14e juli, de Franse nationale feestdag, waarbij Frans werd gesproken, wijn en stokbroden werden geserveerd, en straatartiesten, karikaturisten, en zogenaamde gendarmes en clochards aanwezig waren.